# La literatura de l'exhauriment
La literatura de l'exhauriment (1967) és un influent assaig del novel·lista estatunidenc John Barth, de vegades considerat com el manifest de la postmodernitat. De primer, Barth concebé La literatura de l'exhauriment el 1967 com una conferència en un seminari a la Universitat de Virgínia i fou imprès a The Atlantic el mateix any. Des de llavors ha estat reimprès diversos cops, i fou inclòs a la col·lecció d'escrits de Barth de no-ficció The Friday Book (1984).
L'assaig tingué una fonda influència i creà alguna controvèrsia. Va descriure el realisme literari com una tradició «exhaurida»:
| «                                             | Simpatitzo amb una observació atribuïda a Saul Bellow, que deia que estar al dia tècnicament és l'atribut menys important d'un escriptor, encara que jo afegiria que aquest atribut pot ser, nogensmenys, essencial. […] Si la sisena simfonia de Beethoven o la Catedral de Chartres, haguessin estat creades avui, haurien estat ben vergonyants. | » |
| — Fragment de La literatura de l'exhauriment. | |   |

Barth argüí que aquesta etapa particular de la història formava part del passat i assenyalà un nou possible rumb: el 1980, va escriure'n la continuació, La literatura del reompliment.
Gore Vidal va criticar La literatura de l'exhauriment i les novel·les de Barth, havent esguard que sols feien una anàlisi, reduccionista i mancada d'interès, de l'argument de novel·les i de mites, tot descuidant-se de l'estil. Vidal,en comptes d'això, defensà l'augment de la innovació estilística posant l'obra d'Italo Calvino com a model.